# Меріндад-де-Монтіха
Меріндад-де-Монтіха (ісп. Merindad de Montija) — муніципалітет в Іспанії, у складі автономної спільноти Кастилія-і-Леон, у провінції Бургос. Населення — 854 особи (2010).
Муніципалітет розташований на відстані близько 300 км на північ від Мадрида, 85 км на північ від Бургоса.
На території муніципалітету розташовані такі населені пункти: (дані про населення за 2010 рік)
- Агера: 81 особа
- Баранда: 42 особи
- Барсена-де-П'єнса: 37 осіб
- Барсенільяс-дель-Ріверо: 61 особа
- Берседо: 99 осіб
- Куестаедо: 11 осіб
- Гаянгос: 66 осіб
- Едеса: 18 осіб
- Лома-де-Монтіха: 71 особа
- Монтесільйо: 12 осіб
- Носеко: 51 особа
- Кінтанаедо: 5 осіб
- Кінтанілья-де-П'єнса: 39 осіб
- Кінтанілья-Сопенья: 19 осіб
- Ревілья-де-П'єнса: 28 осіб
- Сан-Пелайо: 17 осіб
- Вільяласара: 68 осіб
- Вільясанте: 129 осіб

## Демографія
Динаміка населення (INE ):

## Галерея зображень

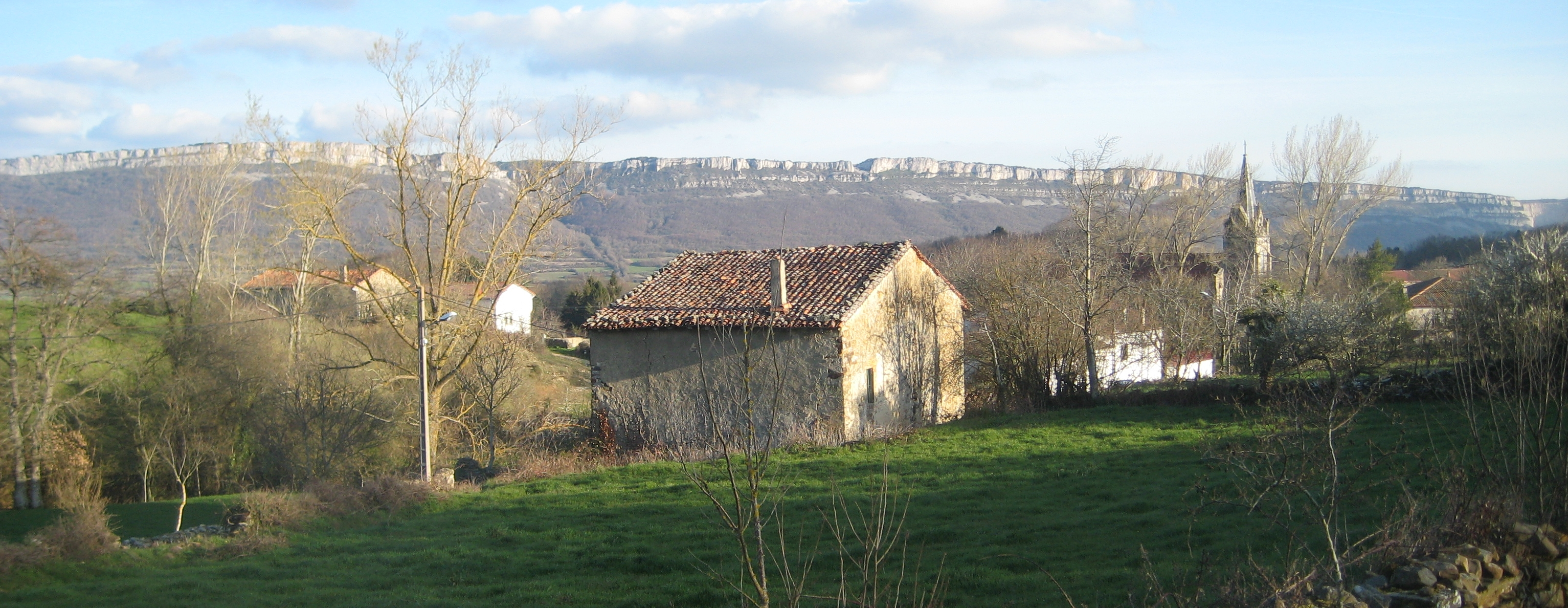
Носеко